# Сражение у Магерсфонтейна
Сражение у Магерсфонтейна (англ. Battle of Magersfontein) — одна из ключевых битв в ходе Второй англо-бурской войны, которая произошла 29 ноября (11 декабря) 1899 года близ фермы Магерсфонтейн в пределах бывшей Оранжевой республики, на перекрестке дорог из Якобсдаля и де-Аара в Кимберли. К западу от Магерсфонтейна расположены две группы холмов, из которых ближайшая носит соименное с фермой название, а более удаленная группа называется Спитфонтейнскими высотами.

## Предыстория
После сражения на реке Моддер генерал Коос Де ла Рей, несмотря на достигнутые успехи, по стратегическим соображениям должен был отойти на Спитфонтейнские позиции; сюда же прибыл с 1500 бурами и 4 орудиями Пит Арнольд Кронье, принявший общее командование войсками; силы буров достигали 4—5 тысяч человек, при 6 артиллерийских орудиях.

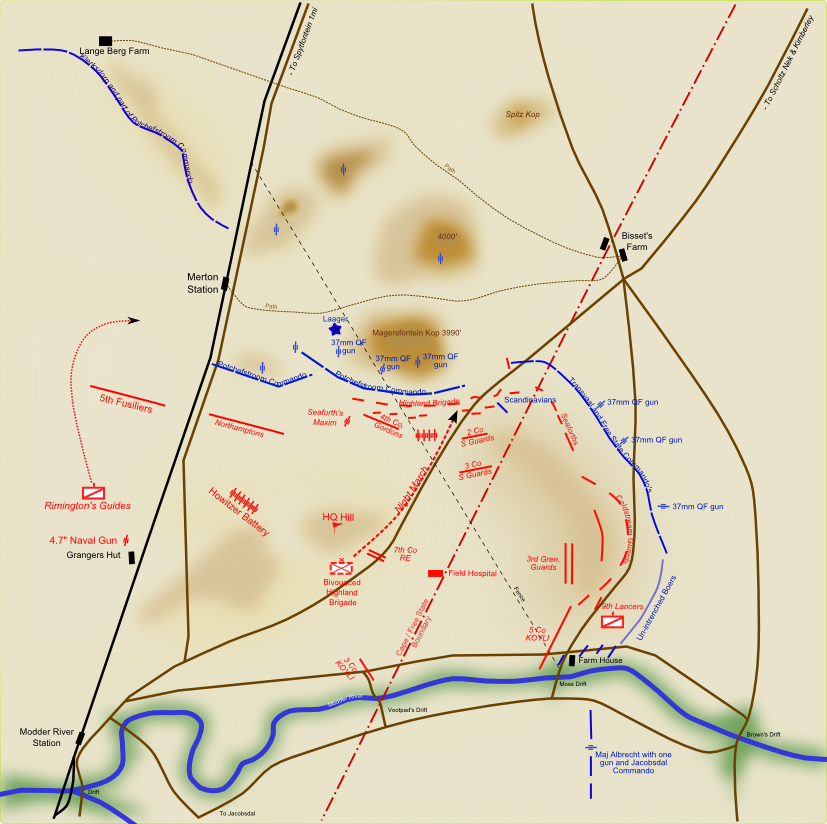
Диспозиция войск

На Спитфонтейнских высотах расположились основные силы буров, а на Магерсфонтейнских были выставлены посты и небольшие передовые части. Главная позиция буров перехватывала железную дорогу в Кимберлей. Убежденный, что англичане не могли отойти от железной дороги, Кронье спокойно ожидал их на позициях, не предпринимая никаких действий и ограничившись лишь отправкой на Якобсдаль 1000 человек команданта Принслоо, который подошел 26 ноября (8 декабря) 1899 года к станции Граспан, атаковал две занимавшие ее английские роты, разрушил железнодорожное полотно и отошел с прибытием подкрепления к британцам.
Английская дивизия лорда Пола Сэнфорда Метьюэна, расположенная на станции Моддер, достигала численности в 12 000 при 29 пушках. 27 ноября (9 декабря) 1899 года англичане подвезли морское 4,7-дюймовое орудие на 9000 метров к Магерсфонтейнским высотам и обстреливали их редким огнем, на что буры не отвечали. 28 ноября (10 декабря) 1899 года днем английская артиллерия, приблизившись на 4800 метров к этим же высотам, сильно бомбардировала их в течение двух с половиной часов; буры опять не отвечали и не показывались.
Вечером 28 ноября (10 декабря) 1899 года Метьюэн отдал распоряжения для атаки на рассвете 29 ноября (11 декабря) 1899 года Шотландской бригадой Магерсфонтейнской возвышенности, причём артиллерия должна была поддержать атакующих, открыв огонь при первой возможности, а гвардейским, пехотной и кавалерийской, бригадам приказано было выступить ночью с целью прикрытия тыла и правого фланга шотландцев. 9-я бригада была оставлена для прикрытия лагеря. Шотландская бригада в сомкнутых колоннах, не имея впереди авангарда, выступила в половине первого ночи в проливной дождь, в кромешной темноте. Направление на Магерсфонтейнскую возвышенность держали по компасу, а час выступления был рассчитан так, чтобы подойти к позициям на рассвете около половины четвёртого утра. Заранее были отданы подробные приказы относительно развертывания боевого порядка, причём были указаны места всем частям.

## Битва
Колонна опоздала вследствие темноты и лишь около 4 часов утра, при первых проблесках зари, подошла к подошве Магерсфонтейнской высоты, где должно было начаться развертывание в боевой порядок; но в этот момент буры неожиданно открыли сильнейший ружейный огонь приблизительно с двухсот метров, из окопов, о существовании которых англичане не подозревали. Головной батальон бросился назад в беспорядке на остальные части, которые и увлек за собой; командир бригады, генерал Иошон, упал смертельно раненый. Нескольким офицерам удалось собрать людей и сделать неудачную попытку для овладения окопами, к которым они подходили на 50 метров, но вскоре вынуждены были отойти назад на 450—500 метров и залечь, укрываясь за неровностями местности. Расстроенная и потрясенная, Шотландская бригада не в состоянии была продолжать наступление.

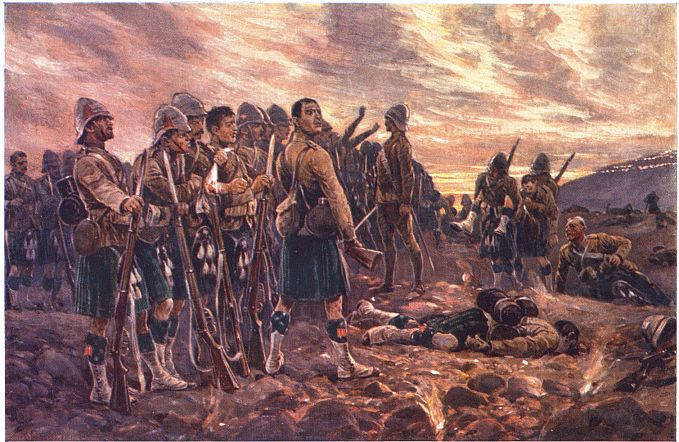
Чёрная стража у Магерсфонтейна

Английская артиллерия открыла огонь тогда лишь, когда шотландцы уже были отброшены, причём мортирная батарея расположилась в 3500 метрах от Магерсфонтейнской высоты, три мобильных батареи стали за центром Шотландской бригады, а 4,7-дюймовое орудие не переменило своего места. Генерал Кольвиль с частями, предназначенными для прикрытия правого фланга главной атаки, выступил в полночь и к утру без помехи достиг своего назначения (между Магерсфонтейнской высотой и рекой Моддер), где Метьюэном ему приказано было остановиться и выслать на поддержку Шотландской бригады всё, что только было возможно. Кольвиль решился поддержать шотландцев только полком шотландской гвардии из резерва и двумя ротами из боевой линии, что, конечно, не могло оказать существенного влияния на ход дела. В полдень Метьюэн приказал поддержать шотландцев батальону гайлендеров Гордона, который находился в прикрытии обозов; батальон этот пошел в атаку на позиции буров в полубатальонных колоннах и также потерпел неудачу.

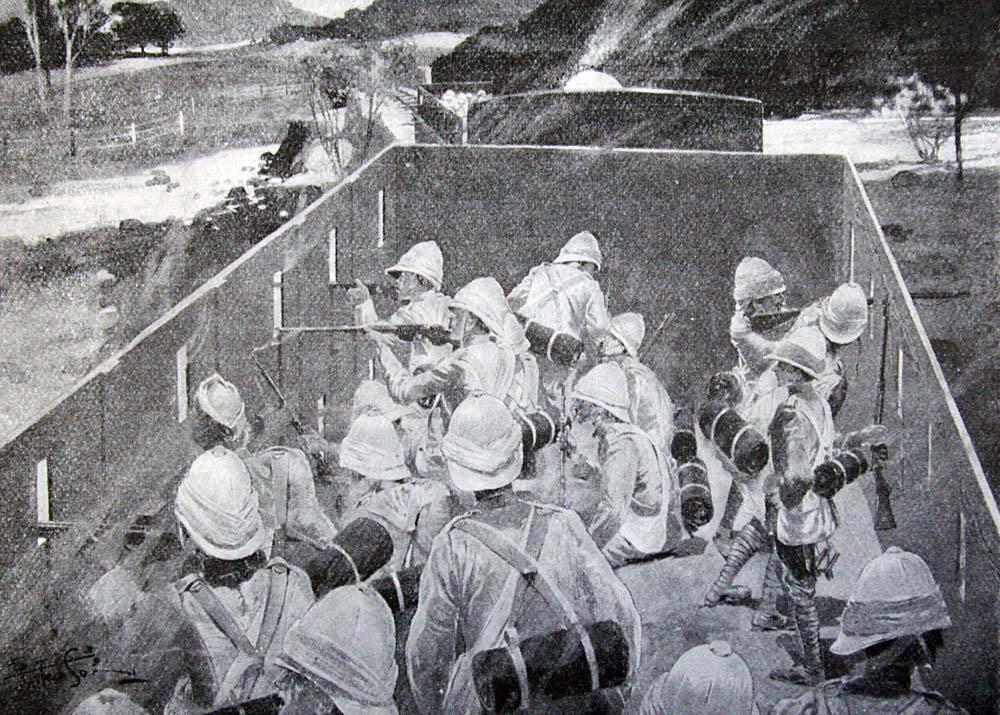
Британский бронепоезд в сражении у Магерсфонтейна

Между тем буры, получив подкрепление от Спитфонтейна, около 13 часов стали обходить правый фланг шотландцев и заставили их отступить за складку местности, находившуюся в 500 метрах позади; здесь шотландцы продержались до ночи. Бурская артиллерия начала действовать только около половины шестого вечера, обстреливая английские зарядные ящики. Такое позднее открытие артиллерийского огня объясняется тем, что буры не располагали артиллерией на Магерсфонтейнской позиции, которая, впрочем, и занята была только выдвинутыми вперед мелкими отрядами. С наступлением темноты бой прекратился. Шотландская бригада устраивалась под прикрытием гвардейской бригады; части устроили бивак на месте боя. Буры ничего не предприняли, чтобы помешать отступлению британцев.
На другой день утром Метьюэн убедился, что буры не очистили своих позиций, и решил отступить. Во время этого отступления бригада Кольвиля попала под огонь неприятельской артиллерии. Вся дивизия Метьюэна вернулась в лагерь у Моддер-Ривера.
В этом бою англичане потеряли: убитыми — 23 офицера и 182 нижних чина, ранеными — 45 офицера и 645 нижних чинов и без вести пропавшими — 76 солдат; наиболее пострадала Шотландская бригада, потери которой составили около 85 % личного состава и которая лишилась половины своих офицеров.

## Итоги
Бой у Магерсфонтейна имел большое влияние на весь ход дальнейших операций англичан, так как они не имели возможности продолжать наступление к Кимберлею и вынуждены были два месяца простоять в виду тех высот, у которых понесли эту неудачу. С другой стороны, эта победа не принесла особенной пользы бурам, так как, вселив в них уверенность в своей непобедимости и в слабости английских войск, повела к тому, что ими не было принято никаких мер для противодействия маневрированию английских отрядов, в результате чего в начале февраля 1900 года они вынуждены были не только без боя поспешно отойти со своих неприступных позиций у Магерсфонтейна, но даже снять осаду Кимберли.
С тактической стороны интересны ошибки англичан: слепая приверженность к применению ночных маршей-маневров, которые, будучи необходимы на хорошо знакомой местности, должны были использоваться лишь в виде крайней меры; после неудачи Шотландской бригады частичные и разрозненные удары маленькими частями и при этом в одном и том же месте позиций; несогласованность действий артиллерии и пехоты и отсутствие связи между ними; несоблюдение мер охранения маневрирующих ночью частей, что и послужило главной причиной поражения британских войск у Магерсфонтейна.